# 美泉宫
美泉宫（德語：Schloss Schönbrunn，發音：[ˈʃlɔs ʃøːnˈbʁʊn] ⓘ），又譯麗泉宮，音譯申布伦宫、申布隆宫、熊布朗宮，是一座充滿巴洛克艺术的皇家建築，位於奥地利的首都维也纳，此宮曾是神圣罗马帝国、奥地利帝国和奥匈帝国的御用宮殿，也是如今维也纳最负盛名的旅游景点之一。
美泉宮全體採用金色和黑色，是長期統治著奧地利的皇室——哈布斯堡家族的代表顏色，总面积達2.6万平方米。美泉宫在歐洲其華麗程度和大小仅次於法国的凡尔赛宫，超越其它所有的歐式宮殿建築。其名字来源於神圣罗马帝国皇帝的马蒂亚斯，传说1612年他在狩猎途中於邁德靈和希青之间的卡特堡（Katterburg）休息，饮用此处泉水，見此泉清澈見底、味道甜美，遂以神聖羅馬皇帝的身分將這座泉水賜名为“美泉”，此后“美泉”成为这一地区的代称。
1743年，奥地利女大公玛丽娅·特蕾西娅為彰顯皇家權威，下令在此地興建一座气势磅礴的皇宮和巴洛克式花园，此後美泉宮一直被擴建。拿破崙戰爭時期，在此宣佈解散神聖羅馬帝國，成立奧地利帝國，1871年又改組奧匈帝國，1918年，隨著奧匈帝國在一戰的戰敗以及隨之而來的解體，此宮殿成為奧地利共和國的博物館，讓平民也能一窺皇家的輝煌，感受哈布斯堡帝國昔日的氣派。

## 美泉宫和皇家花园
美泉宫设计时的规模和豪华程度与凡尔赛宫相比有过之而无不及，但由于當時掌管維也納政治的哈布斯堡家族财力有限，導致原设计并未能如愿。
现在的美泉宫共有1441间房间，其中45间对外开放供参观，一開始的美泉宮很小，是分了好幾個批次才被逐步擴建成現在的規模。整个宫殿以巴洛克风格為主基調，但其中有44个房间以洛可可风為主。美泉宫虽不能和凡尔赛宫相比，但依旧显示出了哈布斯堡王朝家族的气派，比起金色，更加傾向於使用紅色和白色，象徵奧地利的國旗。美泉宮的宫殿长廊和墙壁上都有哈布斯堡皇族的肖像画，無論是皇帝、皇后、太后、太子或者太子妃都有，以及玛丽娅·特蕾西娅女皇16个儿女的肖像。后来随法国国王路易十六同上断头台的法国王后玛丽·安托瓦奈特少女时代的画像也在其中。
美泉宫背面的皇家花园是一座典型的法国式园林，硕大的花坛两边种植着修剪整齐的绿树墙，绿树墙内是44座希腊神话故事中的人物。园林的尽头是一座“海神泉”（Neptunbrunnen），向东便是皇宫名称由来但却又不很起眼的“美泉”，美泉的正对面是一片人造的罗马废墟（Römische Ruine）和一块方尖碑。美泉宫的最高点是凯旋门（Gloriette），海神泉的西侧是动物园（Tierpark）和热带植物温室（Palmenhaus）。

## 历史

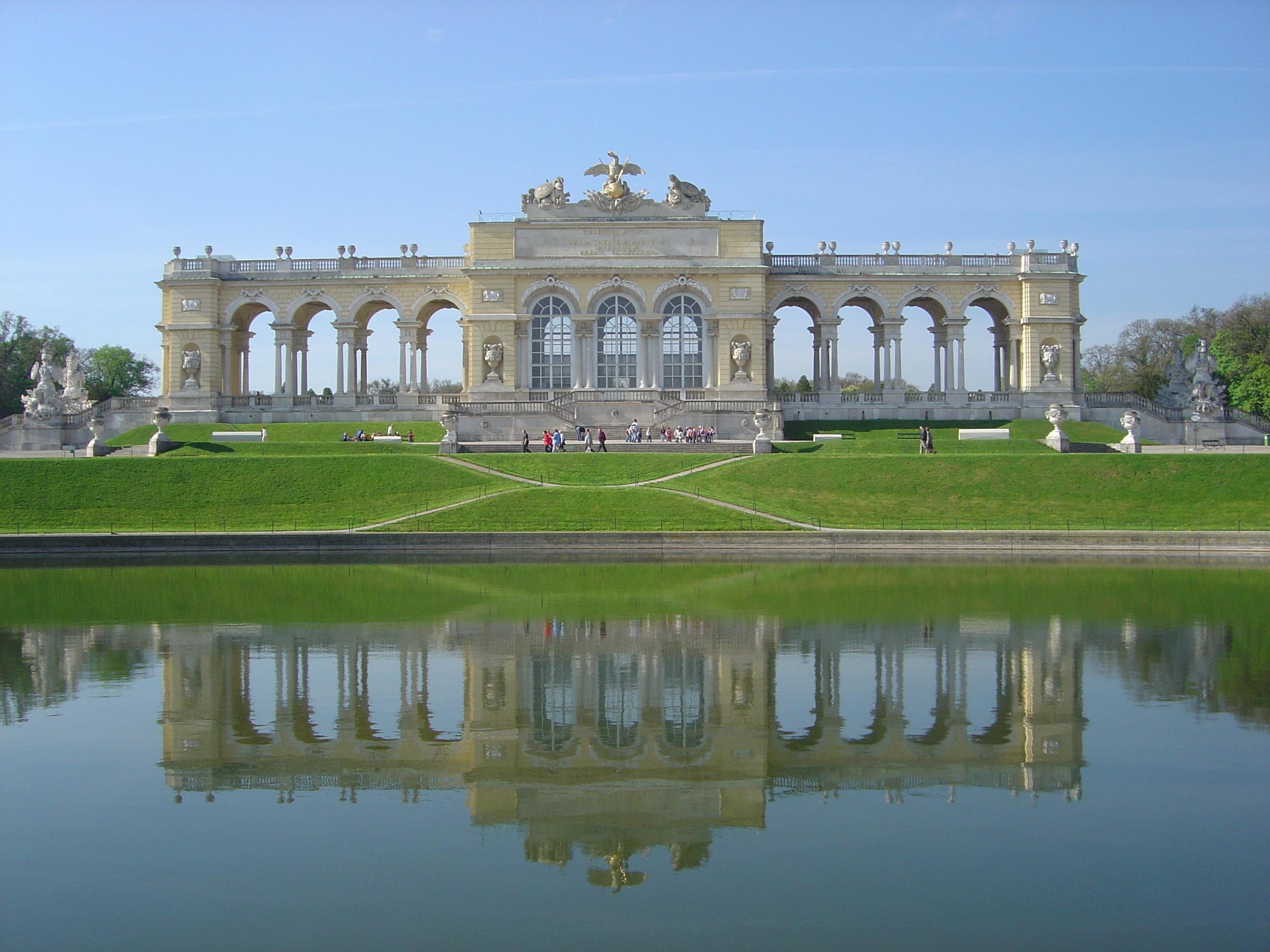
美泉宫的最高点凱旋門（Gloriette）是美泉宮花園中的羅馬式觀景亭。

美泉宫和皇家花园有着悠久和丰富的历史，是奥地利最重要的文化标志之一。

### 卡特尔堡
美泉宫的历史可以追溯到中世纪，14世纪初开始这个地区称为卡特堡（Katterburg），是克洛斯特新堡（Klosterneuburg）的属地，经营一座磨坊和一家葡萄酿酒厂，在农场雇工的努力下，几个世纪来呈现出繁荣的景象。1548年起成为维也纳市长的办公地，直到1569年神圣罗马帝国皇帝马克西米连二世（1564年至1576年在位）买下了这块地，包括一座房子、一座磨坊、一间畜舍和一座休闲果园，从此成为哈布斯堡王朝的所在地。
马克西米连二世除了喜好收藏外，还继承了哈布斯堡王朝家族热衷打猎的传统，他准备建造一座休闲的动物园，以满足他的爱好。马克西米连二世建造的花园不仅养着本地的野生动物和禽类，还有来自外国的鸟类，像孔雀和火鸡等，他认为这些异国动物也是不可或缺的。

### 美泉宫的初建
卡特尔堡的花园在1605年被匈牙利军队毁坏，其后被简单修复，成为马克西米连二世的继任者马蒂亚斯（1612年至1619年在位）狩猎时的寝宫。传说1612年马蒂亚斯在一次狩猎中，在此处发现一口漂亮的涌泉，饮用泉水清爽甘冽，遂命名此泉为“美泉”（德语：Schöner Brunnen）。
马蒂亚斯的继任者斐迪南二世（1619年至1637年在位）和第二任妻子Eleonora von Gonzaga同样热衷于打猎，他们经常将美泉作为打猎的去处，1637年斐迪南二世去世后，Eleonora von Gonzaga皇后独自居住在美泉，5年后她决定建立一座夏季寝宫，并将这个地区也改名为“美泉”（德语：Schönbrunn），1642年是关于“美泉”的最早历史资料记载。Eleonora von Gonzaga的侄女Eleonora Magdalena Gonzaga von Mantua-Nevers皇后是斐迪南三世的妻子，她在斐迪南三世去世后同样也居住在美泉，她同Eleonora von Gonzaga一样十分爱好艺术，命人扩建花园，以充分享受宫廷生活。17世纪中叶，皇家花园中经常举行音乐会，利奥波德一世（1658年至1705年在位）作为一名作曲家参与其中。
休闲的宫廷文化生活在1683年嘎然而止，在土耳其第二次围攻维也纳的战争中美泉宫被彻底烧毁，这座夏季寝宫和它的花园成为了奥斯曼人战争的牺牲品。战争结束后，1686年利奥波德一世命令奥地利巴洛克艺术建筑师约翰·伯恩哈德·菲舍尔·冯·埃拉赫（Johann Bernhard Fischer von Erlach，1656年7月20日—1723年4月5日）为他的儿子、皇储约瑟夫一世（1705年至1711年在位）重新建造一座皇宫。菲舍尔先是在1688年完成了一项非常理想化的设计，后来又在1693年修改成为实用的狩猎寝宫，1696年正式在被土耳其人毁坏的地基上开始建造新皇宫。1700年皇宫的中央部分完工，中间是狩猎寝宫的主厅，约瑟夫一世和皇后住在靠近花园的皇宫西侧卧室，东侧是为客人准备的卧房。今天的美泉宫中仍保留着当时建筑中的皇宫礼拜堂、蓝色楼梯和天花板上描绘约瑟夫一世作为美德英雄的湿壁画，这幅湿壁画是由意大利巴洛克艺术威尼斯派画家塞巴斯蒂亚诺·里奇（Sebastiano Ricci，1659年8月1日—1714年5月15日）创作完成的。但是由于1701年爆发了西班牙王位继承战争，因为缺乏资金，美泉宫侧翼的建设缓慢，直到约瑟夫一世去世时仍旧没有完工。

### 玛丽娅·特蕾西娅扩建美泉宫

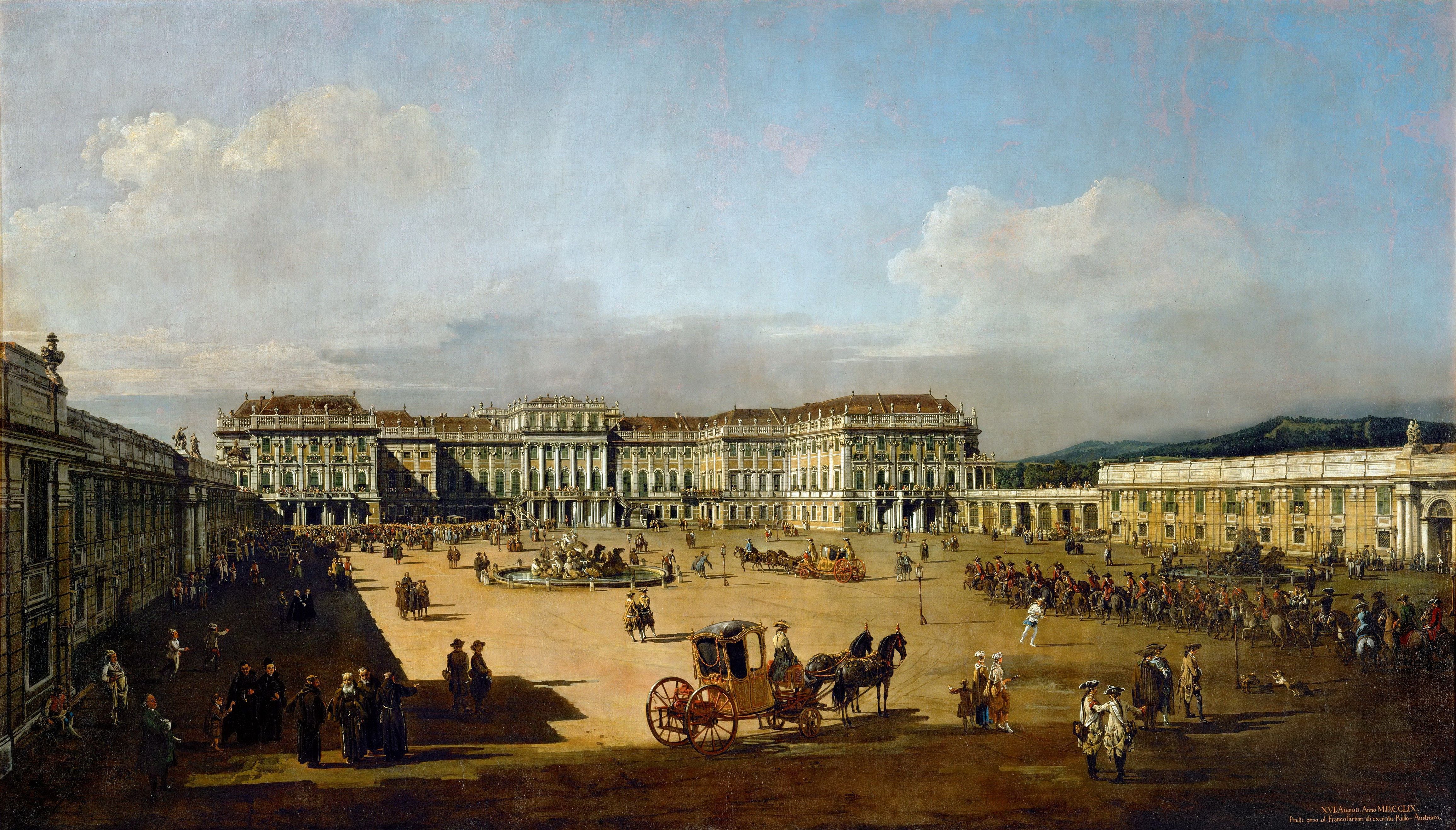
1758年至1761年间的美泉宫，Bernardo Bellotto的帆布油画，藏于维也纳艺术史博物馆。

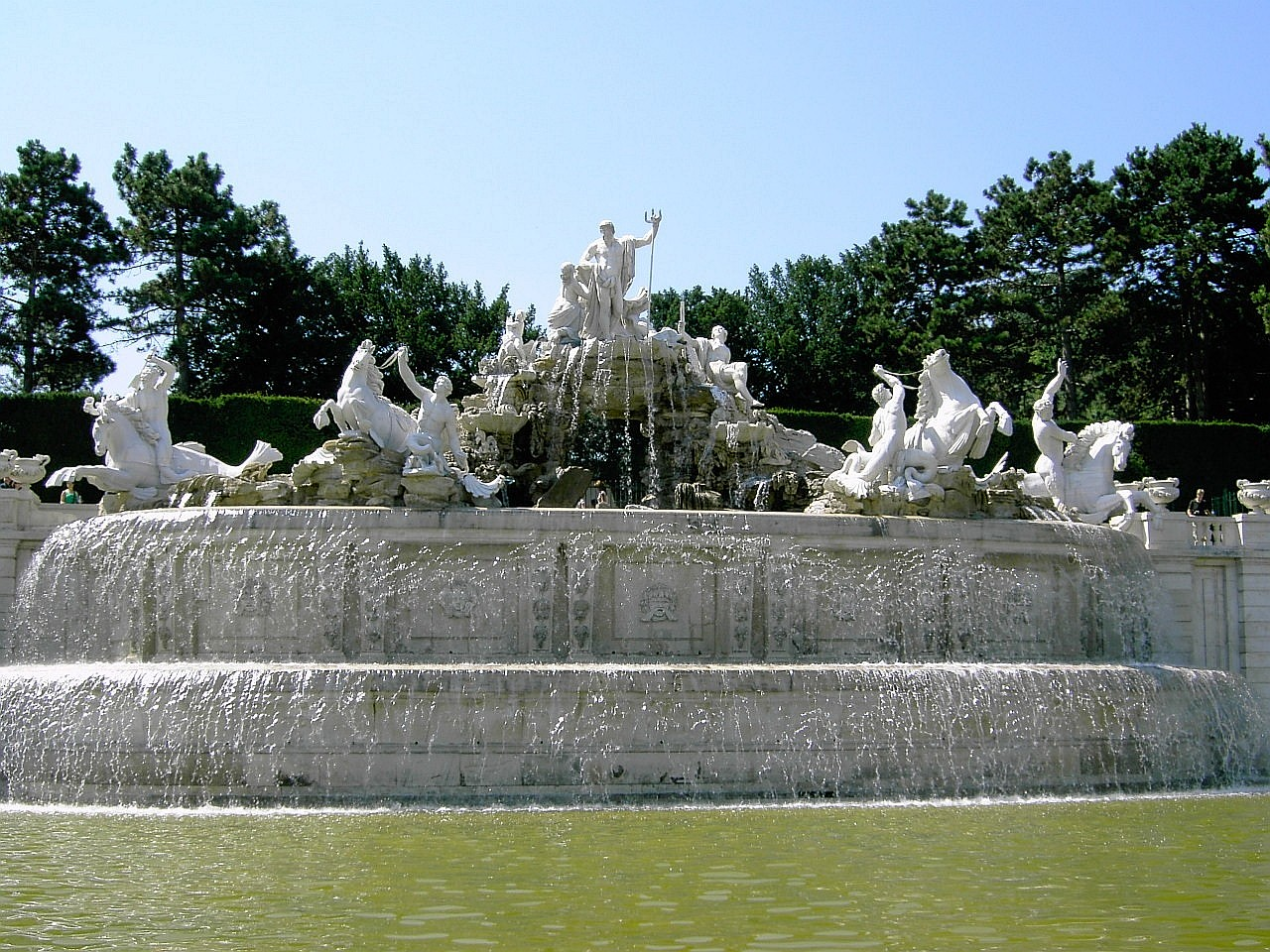
海神泉。

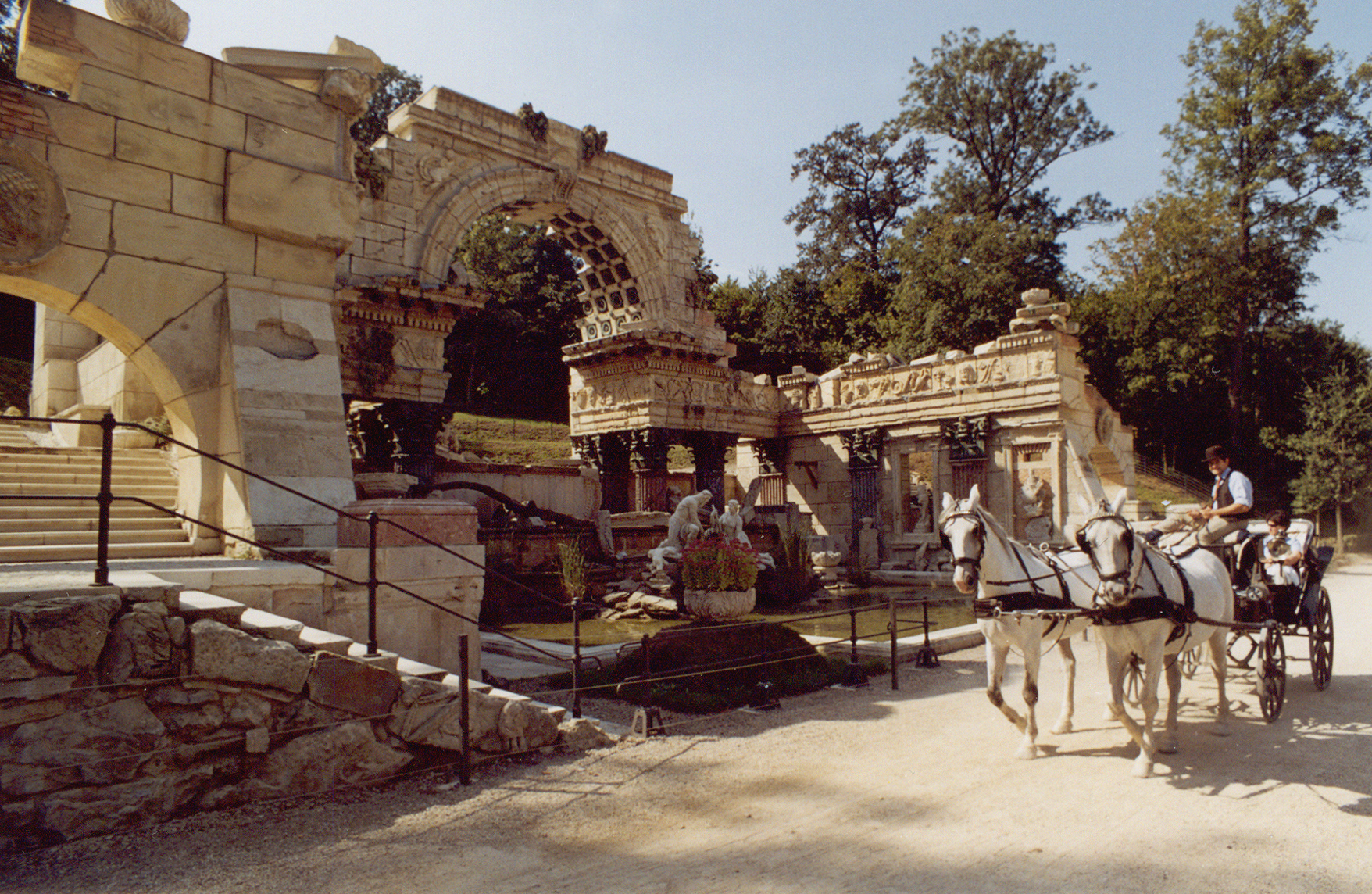
罗马废墟。

约瑟夫一世1711年去世后，Wilhelmine Amalie皇后独居在尚未完全竣工的美泉宫。1728年查理六世（1711年至1740年在位，利奥波德一世的儿子，约瑟夫一世的弟弟）继承了美泉宫，但他对美泉宫并不感兴趣，把它送给了他的女儿玛丽娅·特蕾西娅，玛丽娅·特蕾西娅一直非常喜欢美泉宫和皇家花园，她把美泉宫从狩猎寝宫改成了神圣罗马帝国皇帝的皇宫。1740年查理六世突然去世，玛丽娅·特蕾西娅作为继承人开始了执政生涯，这同时也标志着美泉进入了一个辉煌的时代，美泉宫成为皇家和政治生活的中心。玛丽娅·特蕾西娅在位期间，美泉宫进行了一次重大的改建，使得现在的美泉宫与菲舍尔的设计大不相同，1743年至1763年间工程由奥地利和意大利的早期古典主义建筑师尼古劳斯·冯·帕卡西（Nikolaus Franz Leonhard von Pacassi，1716年3月5日—1790年11月11日）负责（他同时也是维也纳霍夫堡皇宫的改建者），当年的狩猎皇宫被改建和扩建成一座奢华的皇家寝宫，可以容纳超过一千人居住。根据玛丽娅·特蕾西娅的意愿，1747年在皇宫北侧完成了一座剧院，她和她的多个孩子曾在剧院演唱和演戏。美泉宫的大部分内装饰来自这个时代，它采用的是洛可可艺术，这在奥地利极其罕见。
玛丽娅·特蕾西娅专注于美泉宫的改建和装饰，她的丈夫弗朗茨一世（1745年至1765年在位）和来自洛林的艺术家们则致力于皇家花园的扩建，他们将花园的林荫路设计成星状，各条林荫路在美泉宫中心的中轴交汇，巴洛克艺术的花园代表了皇家由内向外的统治。花园正面是一座硕大的花坛，植物严格对称地种植在彩色的石头上，花坛两侧则是经过严格修剪的树篱。1752年爱好自然科学的弗朗茨一世在皇宫旁建造了美泉动物园，第二年又在花园西侧建造了荷兰式的植物园，19世纪被改成英国式。皇宫花园中的雕塑大部分是德国艺术家威廉·拜尔（Johann Christian Wilhelm Beyer，1725年12月27日—1796年3月23日）的作品，他们出自希腊神话、罗马神话和古罗马历史，最主要的作品是大花坛中的雕塑。
弗朗茨一世1765年去世后，玛丽娅·特蕾西娅的儿子约瑟夫二世（1765年至1790年在位）继任，玛丽娅·特蕾西娅继续扩建美泉宫，美泉宫一直延伸到美泉山上。1765年，奥地利早期古典主义的代表人和建筑师约翰·费迪南德·赫岑多夫·冯·霍恩贝格（Johann Ferdinand Hetzendorf von Hohenberg，1733年2月7日—1816年12月14日）接手皇宫的艺术设计，他在山脚下挖掘了“海神泉”（Neptunbrunnen），在山顶美泉宫的最高点建造了凯旋门（Gloriette），凯旋门从视觉上同皇宫花园紧密合一，它用来纪念带来和平的正义战争。皇宫花园中的许多建筑也是出自赫岑多夫之手，比如壮观的人造罗马废墟建于1778年，背后是一座海格力斯的雕像，罗马废墟被认为象征着羅馬共和國的衰落，這源於安东尼和埃及艳后克利奥帕特拉七世在亚克兴海战中被屋大维和他的大臣阿格里帕击败，然后自杀身亡，羅馬共和國隨之滅亡，罗马废墟旁矗立着一座方尖碑，克利奥帕特拉七世认为国王法老是神的化身，她曾用方尖碑来象征法老。
美泉宫皇家花园的扩建在玛丽娅·特蕾西娅生命的最后一年1780年终于完工，除了几个皇家专用花园外，大部分花园在一年前已向公众开放。

### 弗朗茨·约瑟夫一世和美泉宫
玛丽娅·特蕾西娅去世后，美泉宫没有人居住，直到19世纪初神圣罗马帝国的末代皇帝和第一任奧皇弗朗茨二世再次将其作为夏季寝宫，拿破仑戰爭時期新生的奧地利帝國不敵拿破崙法國，拿破崙攻佔維也納后曾在1805年和1809年两次占领并住在美泉宫。弗朗茨二世时代，美泉宫经过一次翻修，现在的美泉宫呈现的就是这次整修后的样貌。美泉宫正面被涂上原创性的赭色，德语中赭色因此被称作“美泉黄”。此后所有奥匈帝国和哈布斯堡王朝的皇家建筑都被漆成这种颜色。
1830年茜茜公主的丈夫奥匈帝国的第一位皇帝亦是第三任奧皇弗朗茨·约瑟夫一世出生在美泉宫，他是奧皇弗朗茨二世的长孙，他的父母弗兰茨·卡尔和苏菲公主也都住在美泉宫，弗朗茨·约瑟夫一世的童年和青年的夏季都在美泉宫度过。1848年继其叔父斐迪南一世任奧皇及在1867年加冕奥地利皇帝兼匈牙利国王后，美泉宫又经历了一次辉煌的时代，它是弗朗茨·约瑟夫一世最喜欢和居住时间最长的住所，直到第一次世界大戰時期1916年在美泉宫走完了最后的人生旅程。
因奧地利屬納粹德國本土，1945年在第二次世界大战的盟军轰炸中，美泉宫的主建筑和凯旋门被严重损毁，战后奥地利被占领时期，美泉宫未被炸毁的部分曾是英国占领军的总司令部，此后美泉宫被损毁的部分被逐渐修复。

## 世界遗产
在1996年12月的联合国教科文组织世界遗产委员会第20次会议上，美泉宫和皇宫花园以它们巴洛克艺术建筑在世界上的意义入选世界遗产名录，编号第786号。世界遗产委员会认为，美泉宫保存完好的巴洛克式皇宫建筑群具有杰出的普世价值，美泉宫宫殿和花园构成了整体艺术作品的一个完美范例，它们经历几个世纪的翻修，完整地证明和生动地展现了哈布斯堡王朝历代王室的品味、兴趣和远大抱负。

## 文化
美泉宫是奥地利最重要的文化遗产之一，自20世纪60年代起成为最受欢迎的维也纳旅游胜地之一。美泉宫每年吸引了约150万游客，此外美泉宫皇宫花园和其他景点更是吸引了520万游客，每年总共有670万游客来到美泉。
美泉宫皇宫的侧翼是剧院，海顿和莫扎特曾在此演出。自2004年起，美泉宫花园每年举办美泉宫夏夜音乐会，该音乐会是维也纳市政府继维也纳金色大厅新年音乐会之后，倾力打造的又一个世界乐坛音乐盛会。音乐会均由维也纳爱乐乐团演奏，邀请世界著名指挥家、世界一流艺术家参与演出。第一届于2004年5月2日晚举行，鲍比·麦克费林（Bobby Mcferrin）执棒，现场观众为7万。第二届2005年6月8日晚举行，世界著名指挥家祖宾·梅塔（Zubin Mehta）执棒，世界著名钢琴家郎朗（Lang Lang）担任独奏家，现场观众近9万。第三届2006年6月30日晚举行，由世界著名男高音多明戈（Plácido Domingo）担任指挥。除此之外，美泉宫音乐会还有很多丰富的项目，如音乐会+晚宴，音乐会+游览皇宫+晚宴，游船游览维也纳+音乐会+游览皇宫+晚宴等活动。美泉宮交響樂團 （页面存档备份，存于）於1997正式成立。1998年由維也納喜歌劇 （页面存档备份，存于）、歌劇 （页面存档备份，存于）指揮權威: 圭多•曼庫西Guido Mancusi  （页面存档备份，存于）接手，由樂團再拓展室內歌劇。此團每年固定在世界各地巡迴演出。

## 发生在美泉宫的重要历史事件
在拿破仑战败后，反法联盟国于1814年9月至1815年6月在此举行维也纳会议，瓜分欧洲。当时的奥地利帝國首相梅特涅在会议上纵横捭阖，在大英帝國、俄羅斯帝國等歐洲列強间大肆玩弄均势平衡外交，歐洲在梅特涅主持下建立歐洲協調，維也納體系持續一百年後直到一戰爆發才終結，使奥地利获得了超过其国家实力的外交利益，烜赫一时。
1916年11月21日，奥匈帝国皇帝弗朗茨·约瑟夫一世在此地驾崩，享寿86岁。
1961年6月3日至4日，美国总统约翰·肯尼迪和苏联最高领导人尼基塔·赫鲁晓夫之间的首脑会谈就发生在美泉宫。在中立国奥地利首都维也纳所举行的这场会议旨在减少冷战期间两个超级大国之间的紧张关系。

## 图库

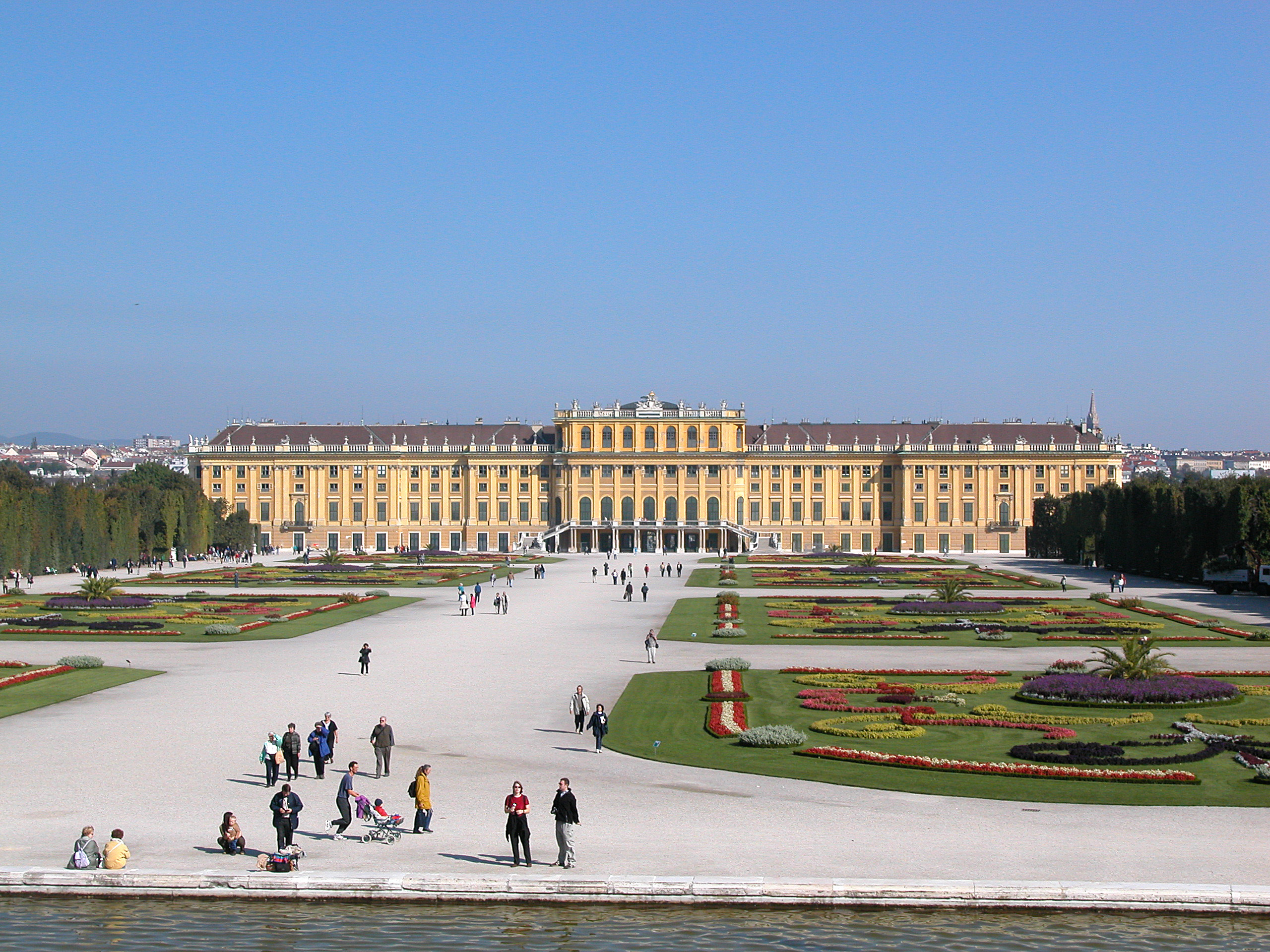
从花园处望美泉宫
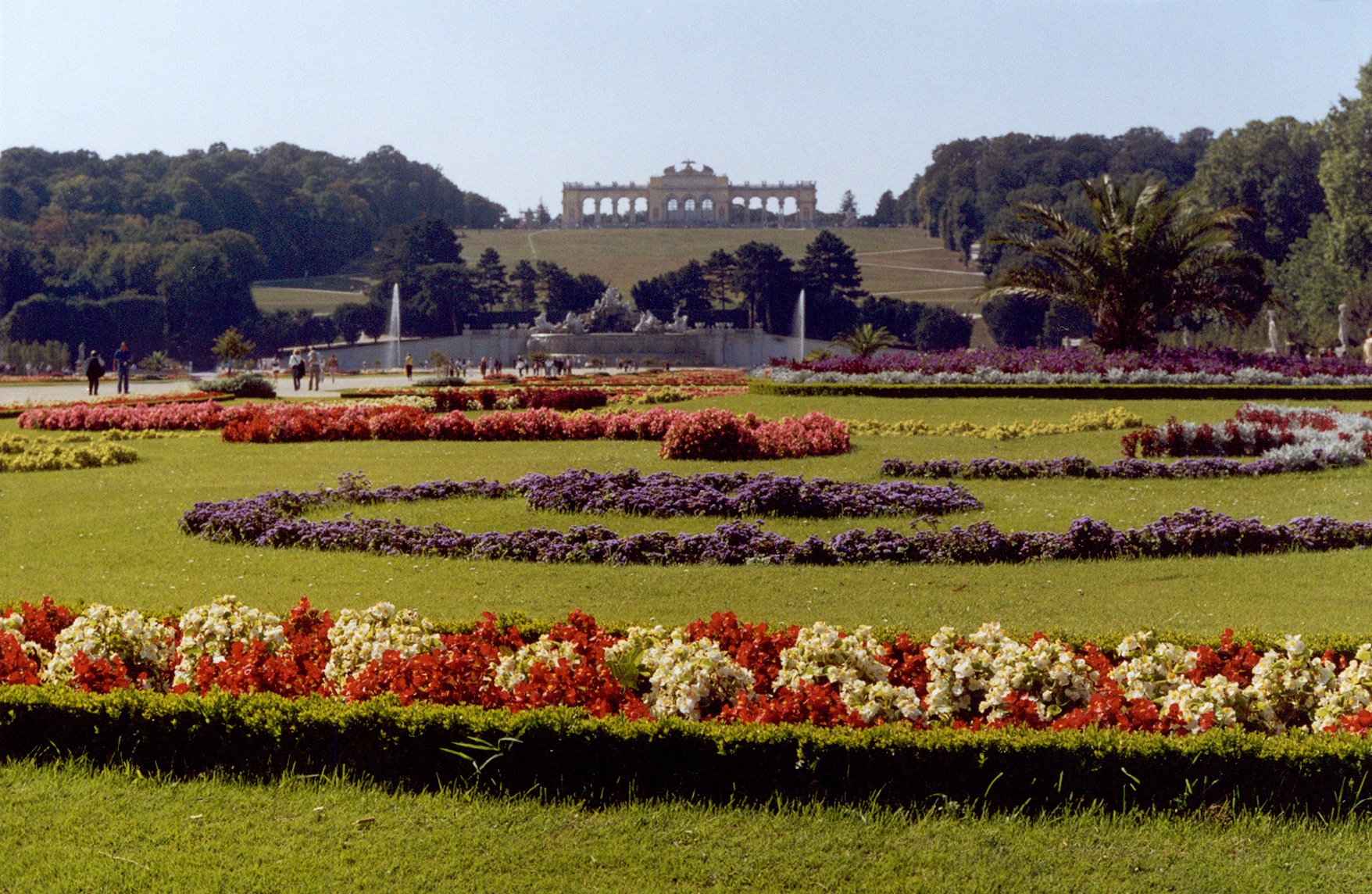
美泉宫后小山顶的凉亭
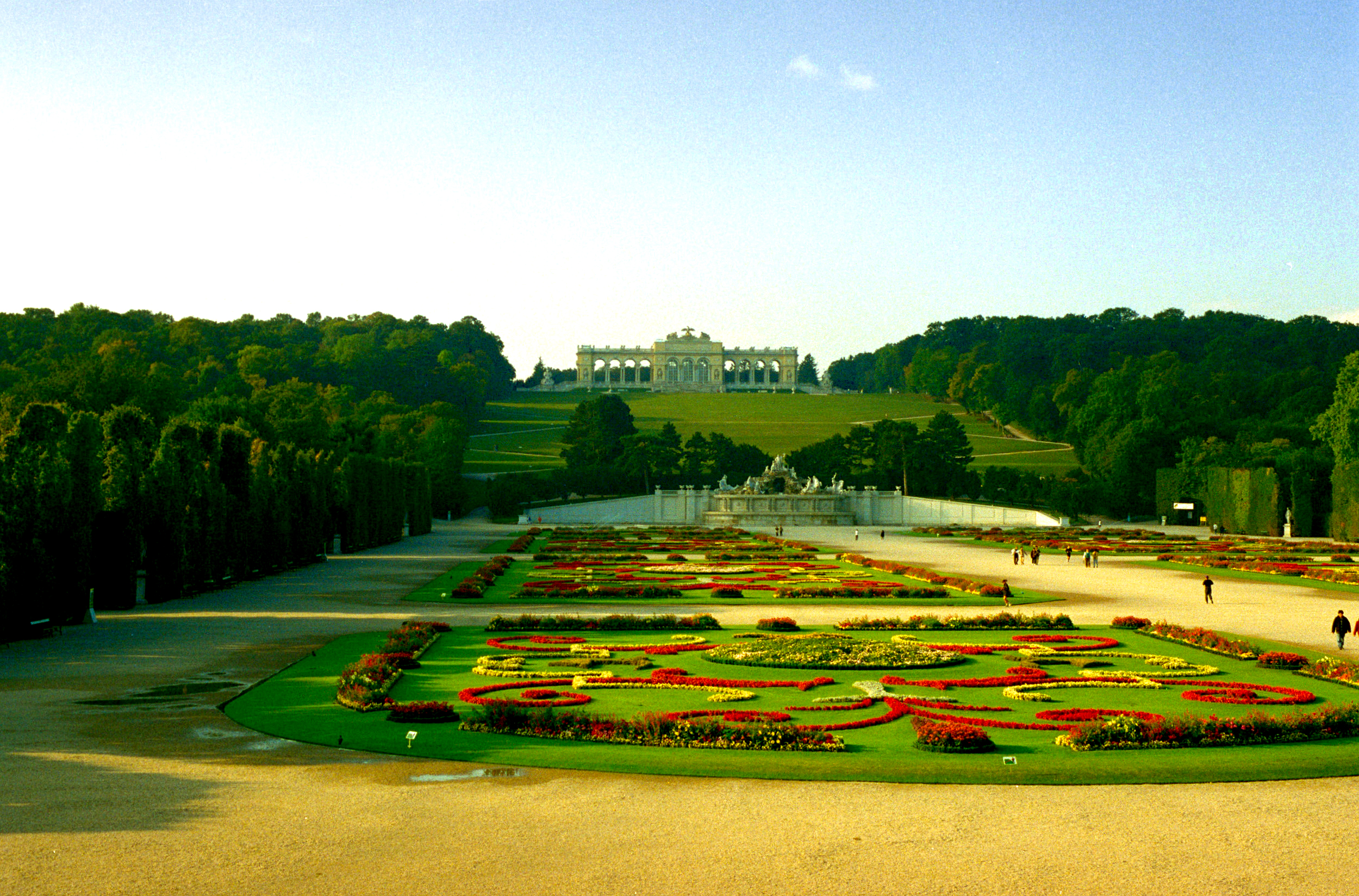
花园和观景亭
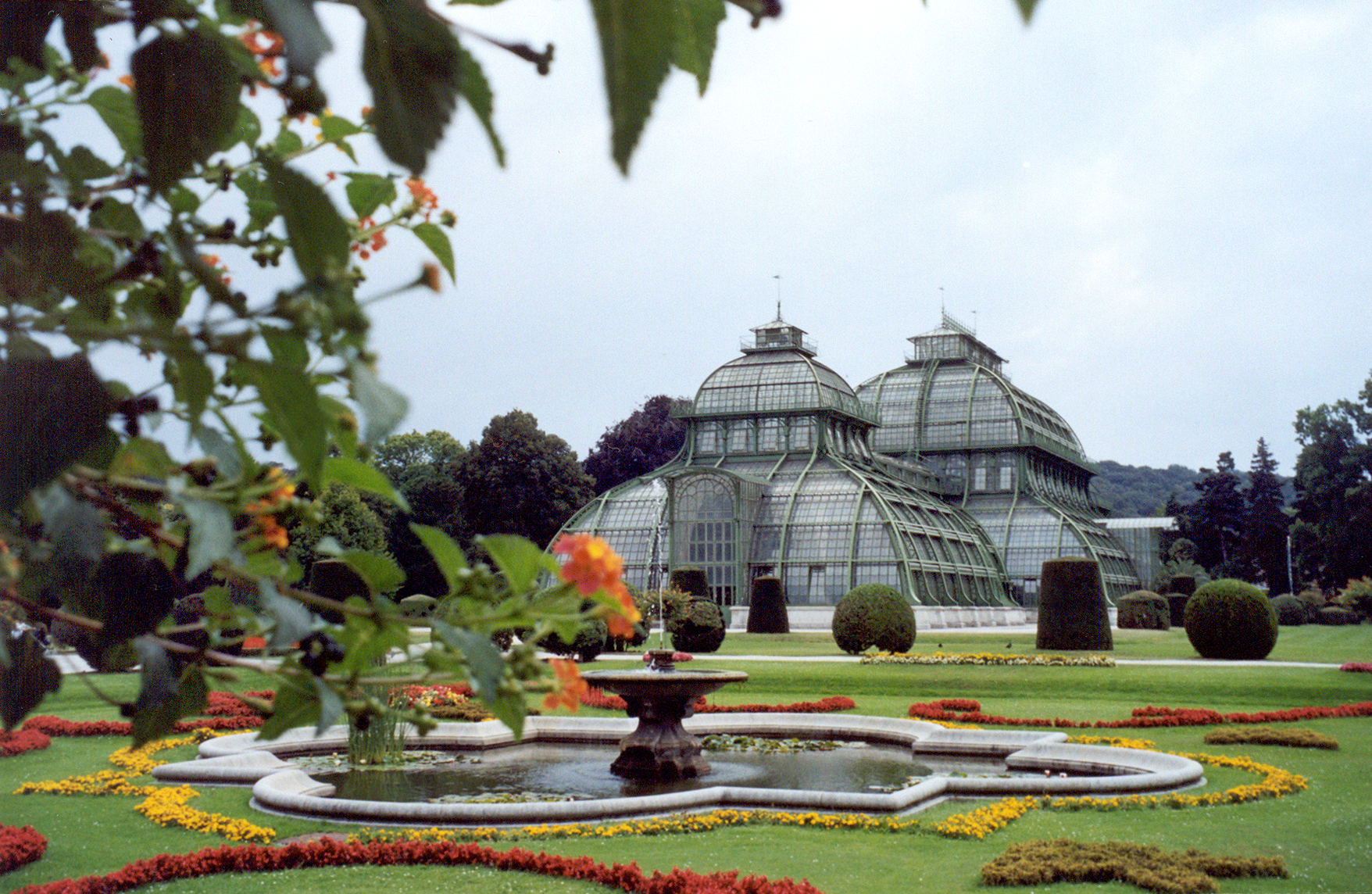
花园里的亭台（橘园）
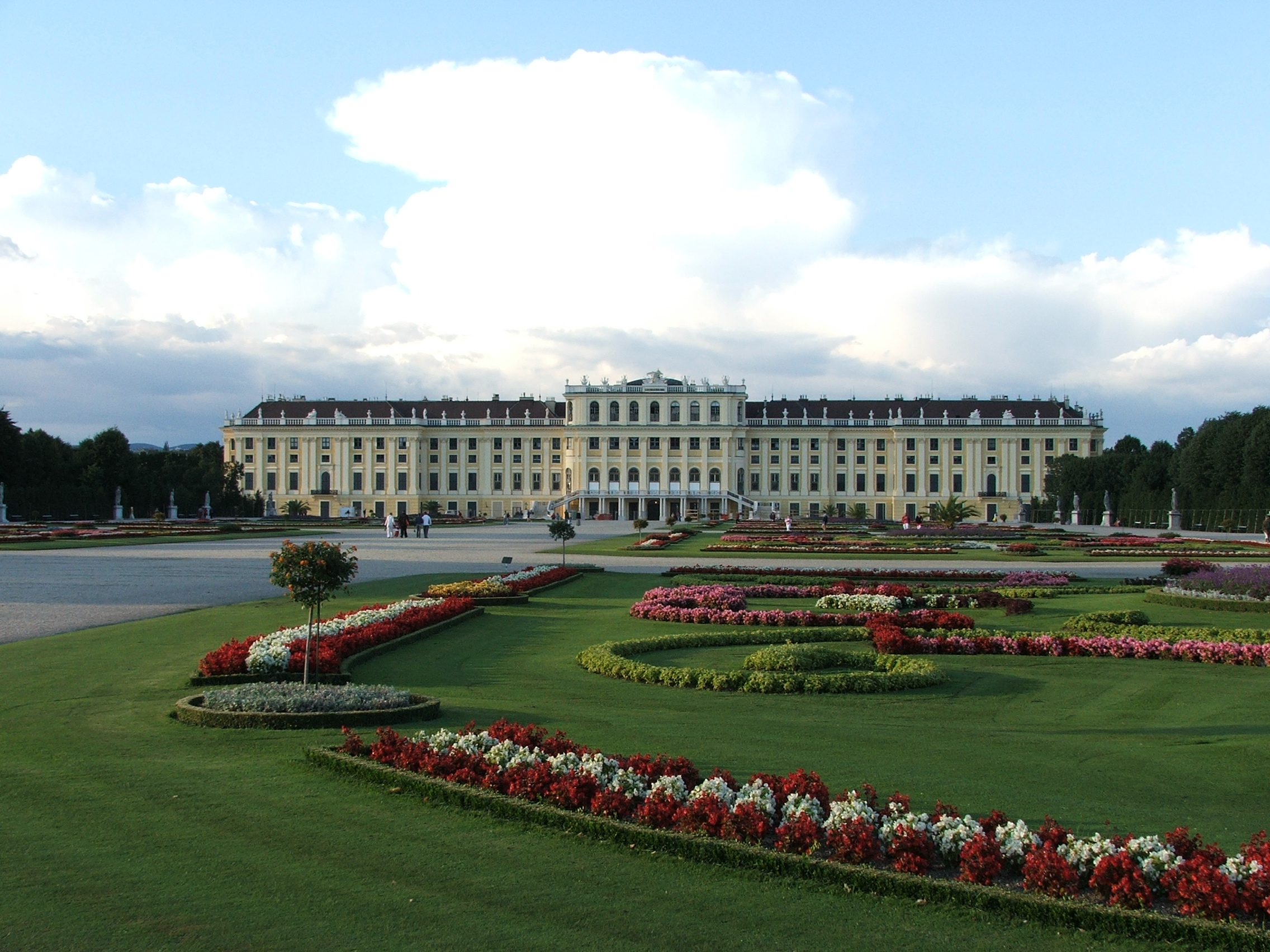
美泉宫花园
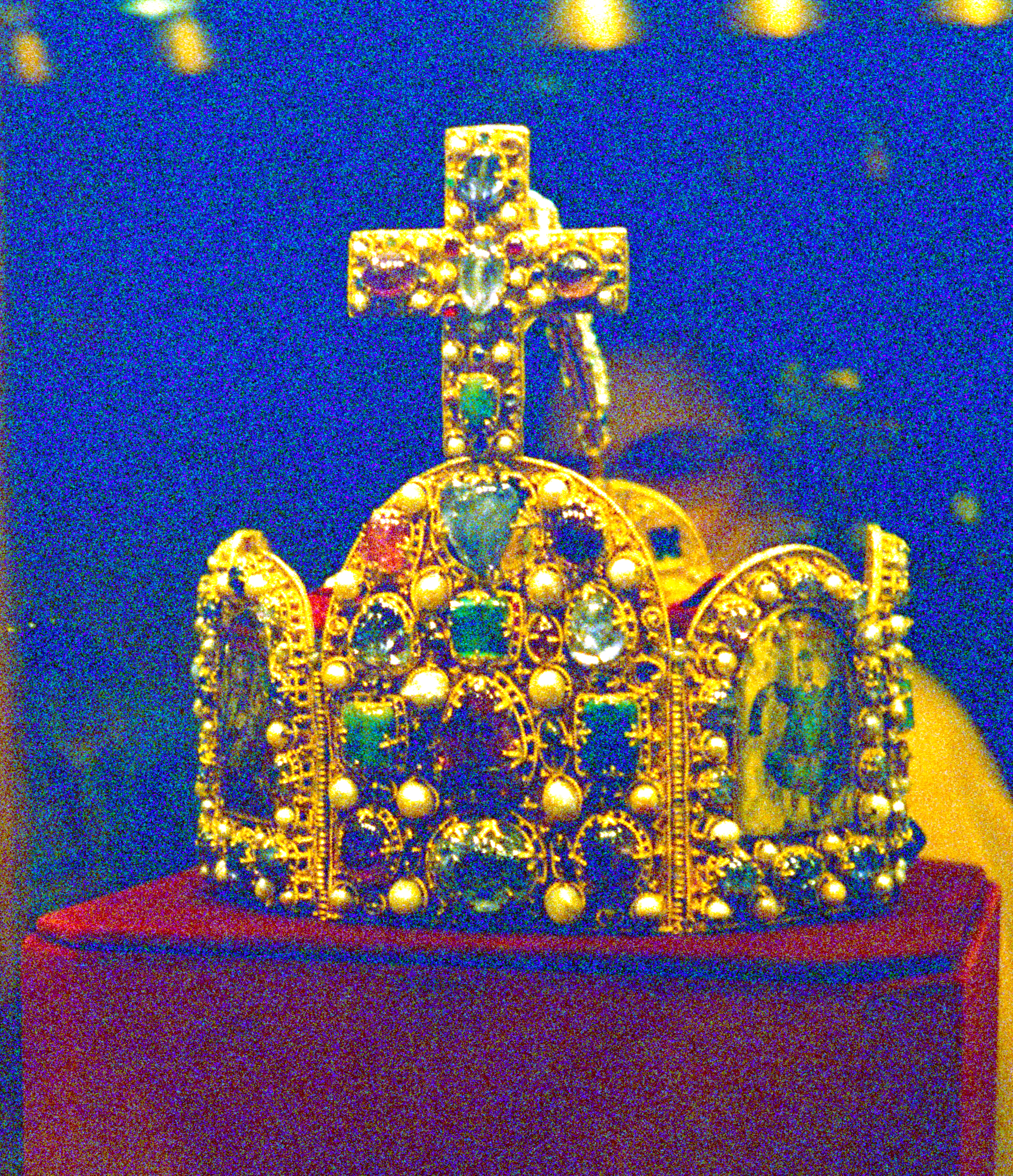
美泉宫收藏的皇冠
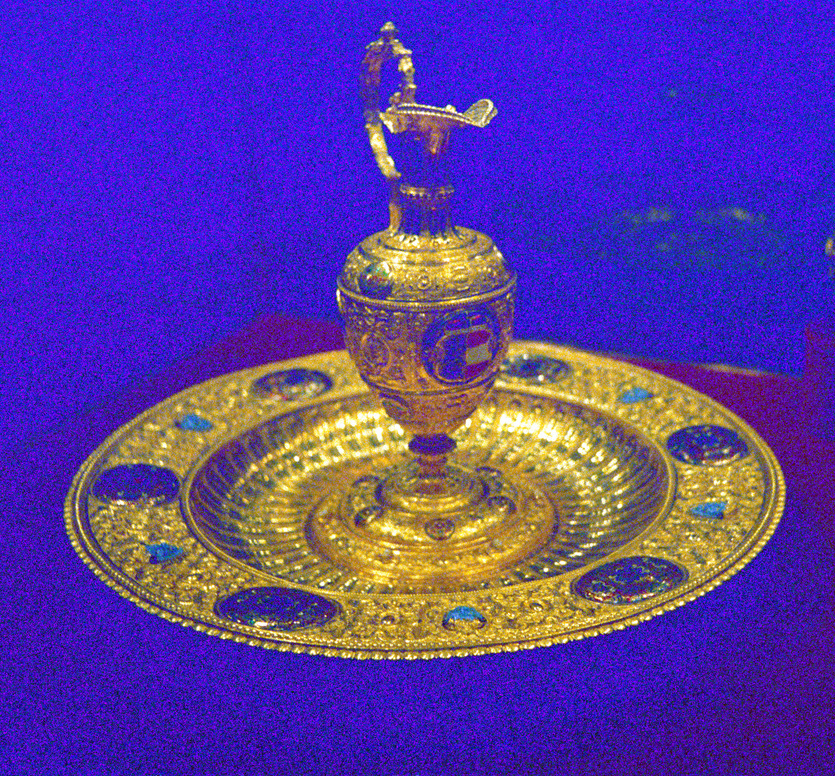
美泉宫金器
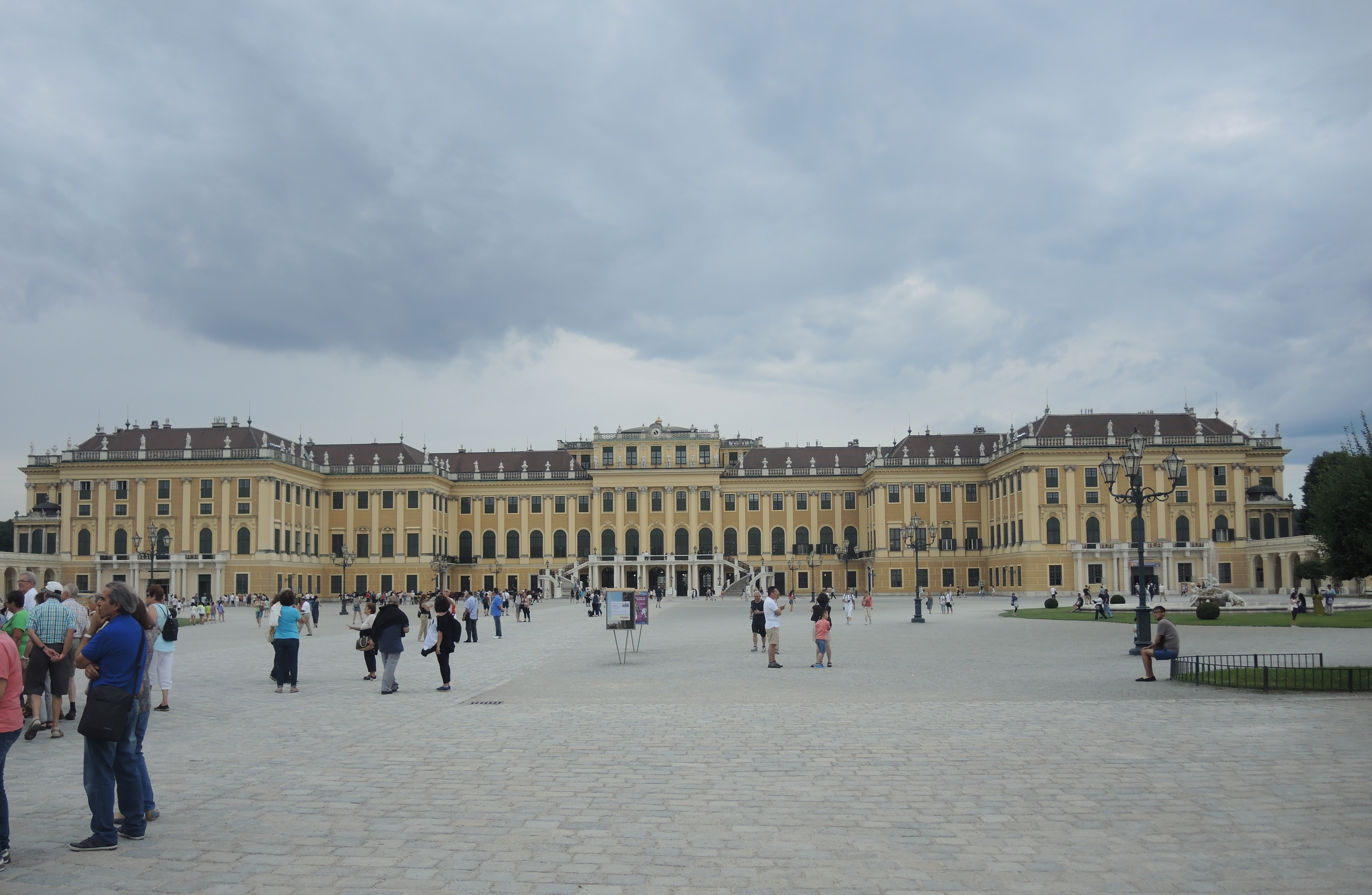
美泉宫